# Parti québécois
Le Parti québécois (PQ) est un parti politique québécois indépendantiste, œuvrant sur la scène politique provinciale québécoise. Fondé en 1968, il est issu du Mouvement Souveraineté-Association (MSA) et du Ralliement national (RN), deux groupes résultant de la renaissance du nationalisme québécois comme force politique lors de la Révolution tranquille. Deux semaines après la fondation, un autre groupe indépendantiste, le Rassemblement pour l'indépendance nationale (RIN) vote à 82% en congrès de se dissoudre, en invitant ses membres à se joindre au PQ sur une base individuelle, ce qu’ils firent pour la plupart.
Après sa fondation, le Parti québécois s'est progressivement imposé à l'Assemblée nationale du Québec, comme l'alternative face au Parti libéral du Québec. Le PQ remporte les élections québécoises de 1976, et forme le premier gouvernement de René Lévesque, le fondateur du parti. Le PQ formera plusieurs gouvernements, en alternance avec les libéraux jusqu'aux élections générales de 2018.
Depuis le 11 août 2025, le Parti québécois compte six députés à l'Assemblée nationale du Québec. Son chef est Paul St-Pierre Plamondon depuis le 9 octobre 2020.

## Histoire

### Origines
La naissance du PQ arrive lors de la Révolution tranquille, période de grands changements socio-politiques dans la société québécoise. L'un des acteurs les plus importants de cette Révolution, René Lévesque, était à la fois un ministre très populaire du Gouvernement Lesage formé par le Parti libéral du Québec et aussi un réformateur trop pressé, d'après l'establishment du parti. À la suite de la défaite de son parti en 1966 et après sa proposition battue en brèche au congrès du parti en novembre 1967 sur la souveraineté-association, Lévesque claque la porte du Parti libéral pour fonder le Mouvement Souveraineté-Association (MSA).

### Fondation (1968-1970)
Le Parti québécois est né de la fusion, le 14 octobre 1968 du Mouvement Souveraineté-Association (MSA) de René Lévesque et du Ralliement national (RN) de Gilles Grégoire. Cette fusion est le fruit d'intenses négociations entre les chefs des trois principaux mouvements politiques indépendantistes durant une bonne partie de l'année 1968.
Selon le biographe de René Lévesque, Pierre Godin, le futur chef du PQ voit immédiatement l'avantage d'une fusion entre le MSA, qui est surtout montréalais et formé de transfuges du Parti libéral, et du RN, formé d'ex-créditistes et surtout présent dans les régions de la Gaspésie, de l'Abitibi et du Saguenay-Lac-Saint-Jean. Si le mariage entre le MSA et le RN se conclut rapidement, au cours de deux rencontres tenues à Montréal en juin 1968, en revanche, la convergence entre Lévesque et le Rassemblement pour l'indépendance nationale (RIN) de Pierre Bourgault se heurtera à plusieurs difficultés.
L'indéfectibilité du RIN sur l'unilinguisme français d'un Québec souverain, ses positions socialistes en matière économique et la manifestation violente du défilé de la Saint-Jean-Baptiste à Montréal en 1968 excluent pour Lévesque toute possibilité de fusion avec le RIN. Il accepte cependant que les militants rinistes s'inscrivent à titre individuel au nouveau parti politique, ce qui était déjà le cas.
Le congrès de fondation du Parti québécois se déroule du 11 au 14 octobre 1968 au Petit Colisée de Québec. Fort de 14 280 membres dès sa fondation, les militants ratifient les quatre grandes orientations fondamentales du parti, telles que dévoilées en août : « création d'un État souverain de langue française, instauration d'une authentique démocratie, reconnaissance des droits scolaires de la minorité anglophone et association économique avec le reste du Canada. ».
Restait la question du nom à donner au nouveau parti. René Lévesque appuyait l'utilisation d'un nom qui utiliserait le mot « souveraineté », comme « Parti souverainiste », « Parti souveraineté-association » ou « Parti du peuple souverain ». Quatre des cinq noms qui étaient proposés au congrès de Québec comprenaient d'ailleurs l'expression. Cependant, Gilles Grégoire, avec la complicité d'anciens ministres, réussit à obtenir des organisateurs l'ajout d'une ligne blanche sur le bulletin de vote distribué aux délégués. L'appellation Parti québécois se classe parmi les trois finalistes. Il est finalement ratifié par le congrès au deuxième tour de scrutin, après un vote à main levée.
Après quelques hésitations, Lévesque se rallie finalement au nom après en avoir été convaincu par le psychiatre et futur ministre Camille Laurin, pour qui ce nom avait une valeur thérapeutique puisqu'elle renforçait l'identité incertaine des Québécois.
Deux semaines après le congrès de fondation du PQ, le 26 octobre 1968, Pierre Bourgault et André d'Allemagne proposent la dissolution du RIN et recommandent aux 14 000 membres de leur formation politique d'adhérer à la nouvelle coalition souverainiste. Un de ceux-là sera Pierre Renaud, qui deviendra conseiller aux services, trésorier national, président du Conseil Exécutif National et responsable de la publicité pendant une douzaine d'années.
L'historien Éric Bédard souligne qu'en 1969, « [l]e tout nouveau Parti québécois suscite beaucoup d'espoir chez les jeunes, mais l'extrême gauche se méfie de ses dirigeants, à ses yeux constitués de technocrates bourgeois, de créditistes défroqués, d'anciens libéraux assoiffés de pouvoir et de nationalistes conservateurs issus des sociétés Saint-Jean-Baptiste ».

### Croissance et premier gouvernement Lévesque (1970-1981)
Le Parti québécois a participé pour la première fois aux élections générales le 29 avril 1970 : malgré un pourcentage de votes exceptionnel pour un nouveau parti (avec 23%), seulement sept députés ont été élus, excluant René Lévesque. Le résultat décevant du PQ est souvent attribué par la campagne de peur orchestrée par ses adversaires, culminant avec le coup de la Brink's. Cette campagne de peur puis ce résultat décevant aux yeux de plusieurs Québécois vont donner une « justification » de la relance des activités du Front de libération du Québec, menant six mois plus tard à la crise d'Octobre.
Avec le déclenchement de la Loi sur les mesures de guerre au Québec, l'arrestation par cette loi de plusieurs militants du parti faussement soupçonnés d'appartenir au FLQ, et la mort de Pierre Laporte, les adversaires du mouvement souverainiste croyaient que l'option souverainiste était discréditée pour de bon. Pourtant, lors d'une partielle en février 1971, le candidat du PQ y obtient plus de 30% des voix.
En 1971, lors du troisième congrès national, René Lévesque menace de démissionner si une résolution reconnaissant les droits scolaires linguistiques de la minorité anglophone au Québec n'est pas adoptée. Effectivement, René Lévesque était contre la position unilinguiste prise par beaucoup de Québécois. Il pensait qu'une protection de droits linguistiques pour les anglophones devait être faite pour maintenir de bonnes relations avec le reste de l'Amérique anglophone Aux élections générales du 29 octobre 1973, six députés sont élus et le parti devient l'opposition officielle ; René Lévesque n'est cependant pas élu dans son comté.
Lors du congrès national de 1974, les membres sont divisés sur le moyen d'accession à la souveraineté du Québec: d'un côté, les étapistes menés par Claude Morin, qui préconisent l'accession graduelle à la souveraineté par le biais de référendum; de l'autre côté, les purs et durs (souvent associés à cette époque à l'aile gauche du parti), qui veulent la souveraineté dès la prise de pouvoir du Parti. L'option étapiste prévaut largement au Congrès de 1974 : d'après la thèse de Nikolas Barry-Shaw, la victoire de l'option étapiste aurait été plus ou moins indirectement liée par la crainte d'une situation analogue au Coup d'État contre le gouvernement de Salvador Allende en 1973.
Le Parti québécois remporte les élections nationales du 15 novembre 1976 avec 41,4 % des voix et l'élection de 71 députés ; René Levesque est élu dans le comté de Taillon et devient premier ministre.
Le premier gouvernement du PQ fut surnommé la « République des professeurs » à cause du nombre élevé de ses membres qui étaient professeurs d'université. Le PQ fut un des premiers gouvernements au sein du Canada à reconnaître le droit à l'autonomie gouvernementale aux Premières Nations. Durant son premier mandat, le PQ a voté la Loi sur les consultations populaires, la Loi régissant le financement des partis politiques, ainsi que la Charte de la langue française (loi 101).
Selon l'avis même des militants, le Parti québécois serait une analogie au Parti canadien, un parti révolutionnaire dirigé par Louis-Joseph Papineau. Pour cette raison, plusieurs ont vu en Lévesque un « nouveau Papineau »[réf. souhaitée].

### Référendums sur la souveraineté (1980-1995)
Le Parti québécois a tenu deux référendums sur la souveraineté du Québec. Le 1er novembre 1979 est déposé à l'Assemblée nationale le Livre Blanc du projet de Souveraineté-Association. Le premier référendum se tint le 20 mai 1980. Il se solda par une victoire de l'option fédéraliste dans une proportion d'environ 59 %. Par contre, le PQ remporta les élections nationales du 13 avril 1981.
En 1981, le rapatriement de la Constitution sans l'accord du Québec, plus connu sous le nom de la nuit des Longs Couteaux, va mener à une radicalisation temporaire du Parti québécois. Cette radicalisation est illustrée par le congrès national de décembre 1981, où les délégués votent notamment pour l'indépendance dès la formation d'un prochain gouvernement par le parti; René Lévesque, pour invalider les résolutions adoptées au congrès, déclenche un référendum adressé aux membres du parti (surnommé par la presse « Renérendum », mot-valise de René et référendum) qu'il remporte haut la main.
À la suite des élections fédérales de 1984, remportées par le Parti progressiste-conservateur de Brian Mulroney, Lévesque tend la main à la promesse de renouveler le fédéralisme faite par le nouveau premier ministre canadien. Cette ouverture que Lévesque lui-même appelle un « beau risque » va causer une crise profonde au sein du gouvernement et du parti: cinq ministres dont Camille Laurin démissionnent et deux députés quittent le parti. René Lévesque finit par démissionner en 1985. Son successeur Pierre Marc Johnson va être défait lors des élections générales de 1985.
En mars 1988, Jacques Parizeau est élu le chef du Parti québécois et devra attendre jusqu'aux élections de 1994 pour devenir premier ministre du Québec.
Le 30 octobre 1995, la population du Québec est à nouveau consultée sur la question de la Souveraineté-Association. Jacques Parizeau, alors premier ministre du Québec et chef du Parti québécois, déclara en entrevue à Stéphan Bureau qu'il donnerait sa démission en cas de défaite. C'est ce qui arriva, l'option fédéraliste ayant remporté la victoire par moins d'un pour cent des suffrages. La question du référendum de 1995 était : « Acceptez-vous que le Québec devienne souverain, après avoir offert formellement au Canada un nouveau partenariat économique et politique, dans le cadre du projet de loi sur l'avenir du Québec et de l'entente signée le 12 juin 1995?»
Le texte de l'entente tripartite (l'entente signée le 12 juin 1995), signée par Jacques Parizeau, du Parti québécois, Lucien Bouchard, chef du Bloc québécois, et Mario Dumont de l'Action démocratique du Québec, a été envoyé à tous les domiciles au Québec quelques semaines avant le vote. Plusieurs fédéralistes pensent cependant que la question n'était pas claire. Le texte de l'entente proposait qu'advenant une victoire du Oui au référendum, une période de négociations de 2 ans serait amorcée entre le Canada et le négociateur en chef du Québec, Lucien Bouchard (qui n'est désigné négociateur que quelques semaines avant le jour du vote). Les négociations déboucheraient sur un partenariat économique entre le Québec souverain et le Canada, même si le Canada n'avait aucune obligation de négocier.

### Affaiblissement (1995-2020)
Électoralement, le PQ connait ses meilleures années de 1976 à 1998 (pratiquement un électeur sur deux l'appuyait en 1981). Le parti est écarté du pouvoir et un lent déclin débute à partir de 2003, avec une légère remontée temporaire en 2008. Le parti renoue avec la victoire pour la première fois en dix ans à l'élection de 2012, mais avec l'appui de seulement un tiers de l'électorat. Il rechute par la suite en 2014, avec un appui similaire à ce qu'il obtenait à ses débuts en 1970. En 2018 il encaisse ce qui était alors la pire défaite de son histoire, puis est même relégué en mars 2019 au rang de 3e opposition à l'Assemblée nationale derrière Québec solidaire après le départ de Catherine Fournier du caucus péquiste.
L'échec référendaire de 1995 et la démission subséquente de Jacques Parizeau seront cuisants pour le parti. Selon le politologue Éric Montigny, l'arrivée de Lucien Bouchard comme chef en 1996 marque une nouvelle ère : le PQ commence à prioriser des objectifs pragmatiques visant à prendre et conserver le pouvoir plutôt que de faire du Québec un pays le plus rapidement possible. Le nouveau mot d'ordre est d'attendre les « conditions gagnantes » de Lucien Bouchard (au pouvoir de 1996 à 2001), puis « l’assurance morale de gagner » de Bernard Landry (2001‐2003). Le gouvernement Marois (2012‐2014) mise quant à lui sur le principe de la « gouvernance souverainiste » qui consiste à privilégier le transfert de compétences fédérales vers le Québec plutôt que la poursuite de l'indépendance,. Lors de la campagne électorale de 2018, le chef Jean-François Lisée a aussi opté pour une stratégie similaire, s'engageant même à ne pas tenir de référendum durant un premier mandat au gouvernement.
Avec l'effritement du clivage indépendantisme-fédéralisme, le parti se cherche au cours des années 2000 : il devient « pro-pétrole puis anti-pétrole (en référence à l'exploitation pétrolière à Anticosti) ; inclusif avec un chef, laïciste avec son successeur ; social-démocrate une année, à droite la suivante ». Le nationalisme est passé d'un nationalisme civique à un nationalisme identitaire. Le PQ remporte l'élection de 2012, puis, formant un gouvernement minoritaire, se lance dans le controversé projet de Charte des valeurs québécoises, qui ne concrétisera jamais et qui lui fera perdre de nombreux appuis chez les jeunes : aux élections de 2014, il termine au 4e rang des votes chez les électeurs de 18 à 24 ans. Une version différente de la charte des valeurs, nommée Loi sur la laïcité de l'État, sera toutefois adoptée en 2019 sous le gouvernement majoritaire formé par la Coalition avenir Québec.
Dans le rapport Oser repenser le Parti québécois que les instances du Parti ont commandé à Paul St-Pierre Plamondon en 2016, celui-ci écrit que « le PQ des belles années se définissait comme un parti réformiste, inventif et brasse-camarade, alors qu’il serait aujourd’hui décrit par certains comme un parti figé, conservateur et vieillissant. » Les chercheurs Mahéo et Bélanger, en 2016, proposent pour la part que le PQ soit essentiellement le parti d'une génération, celle des baby-boomers, ce qui pourrait expliquer sa quasi hégémonie entre le milieu des années 1970 et 1990. Ils montrent d'ailleurs qu'à l'élection de 2014, il était le parti le plus populaire chez les baby boomers, mais se situait respectivement au deuxième et troisième rang chez les « X » et les milléniaux. Selon les projections démographiques pour le Québec, le suffrage prévu en 2034 devrait d'ailleurs être le premier où les milléniaux constitueront la majorité de l'électorat québécois.
Dans l'essai Qui veut la peau du Parti Québécois? (2019), l'ex-chef Jean-François Lisée dénonce le « mantra médiatique » concernant la fin prochaine du Parti, et juge que cette attitude lui a nui pendant son mandat (2016-2018) : « Alors même que notre membership et notre mobilisation étaient de loin les plus forts, que mensuellement les chiffres du directeur général des élections attestaient de notre domination absolue en financement populaire, que nos salles étaient pleines, même pendant la saison des investitures de candidats, qu'un électeur sur cinq nous restait fidèle, il fallait admettre une chose, on nous tenait pour mourants. » Lisée cite sa directrice des communications de l'époque, Antonine Yaccarini, selon qui les messages positifs concernant le PQ sont « perçus comme des données déviantes qu'il faut ignorer, car elles ne correspondent pas au narratif principal du déclin ».

### L'ère St-Pierre Plamondon (depuis 2020)
À la suite de l'élection de Paul St-Pierre Plamondon comme chef du parti en octobre 2020, le Parti québécois décide de remettre en avant-plan l'idée de l'indépendance. Le parti continue sa chute dans les sondages atteignant son point le plus bas quelques semaines après la défaite de Pierre Nantel du Parti québécois lors de l'élection partielle de Marie-Victorin, lorsque le sondage Léger de mai 2022 accorde 8 % d'intentions de vote au Parti québécois.
À l'élection de 2022, malgré une remontée significative en cours de campagne par rapport aux intentions de vote précampagne, le parti continue son déclin, terminant en 4e position en ce qui a trait au nombre de députés élus et 3e pour ce qui est du pourcentage de votes exprimés, avec seulement trois députés élus sur 125 et 14,61 % des votes. Cela constitue le pire résultat électoral de toute l'histoire de la formation politique. Avec l'élection de Paul St-Pierre Plamondon comme député de Camille-Laurin, c'est la première fois depuis l'élection du  gouvernement Marois que le Parti québécois réussit à faire élire son chef à l'Assemblée nationale. Au cours de cette élection, la formation politique a misé sur une remise à l'avant-plan de la question de l'indépendance du Québec dans son discours, dans le but de récupérer les appuis des indépendantistes québécois qui lui ont glissé entre les mains d'autres formations politiques. Étant donné la remontée du parti en cours de campagne, cette stratégie semble avoir limité les pertes, mais n'a pas été suffisante pour freiner le déclin et récupérer les appuis perdus depuis les élections précédentes.
À la suite de leur élection, les trois députés du Parti québécois, surnommés les trois mousquetaires, refusent de prêter serment au roi Charles III lors de leur assermentation et préfèrent prêter seulement serment au peuple québécois. La nouvelle présidente de l'Assemblée nationale, Nathalie Roy, refuse de laisser siéger les députés péquistes qui se voient alors empêcher l'entrée au Salon bleu. Le premier projet de loi de la 43e législature fait en sorte que le serment à la couronne britannique devient optionnel. Grâce à cette loi, les trois députés peuvent siéger dès le début de l'année 2023.
En mai 2023, le parti se hisse au deuxième rang dans les sondages derrière la Coalition avenir Québec (CAQ) avec 22 % d'intention de vote à l'échelle nationale, son meilleur résultat dans un sondage depuis plus de 4 ans. Dans la région de Québec, il est même premier, avec 28 % d'intentions de vote contre 26 % pour la CAQ.
En octobre 2023, une élection partielle dans la circonscription de Jean-Talon, provoquée par la démission de la députée de la CAQ Joëlle Boutin, permet au parti de faire élire un quatrième député, Pascal Paradis, qui obtient 44 % des voix.
En novembre 2023, le parti est le premier au Québec en terme d'intentions de vote, avec 30 %, contre 24 % pour la CAQ selon un sondage réalisé par la firme Pallas Data. En décembre 2023, un autre sondage le place premier, avec 31 % d'intentions de votes.
En mars 2025, à la suite de la démission du député et ministre caquiste Pierre Fitzgibbon, une élection partielle a lieu dans la circonscription de Terrebonne, où la candidate du PQ, Catherine Gentilcore, obtient plus de 50 % des voix, devenant ainsi la première femme à représenter le parti à l'Assemblée nationale dans la 43e législature.
En août 2025, à la suite de la démission du député Eric Lefebvre, une élection partielle a lieu dans la circonscription d'Arthabaska, où le candidat du PQ, Alex Boissonneault, obtient plus de 46 % des voix devenant le 6e député du Parti québécois à l'Assemblée nationale.

## Idéologie et réalisations
Le Parti québécois est un parti nationaliste qui souhaite réaliser la souveraineté du Québec,. C'est d'ailleurs l'objet de l'article 1 de son programme : « Le Parti Québécois a pour objectifs politiques de mener le peuple québécois à sa liberté pleine et entière par l’accession à l’indépendance, et la fondation de la République du Québec ».
Son programme est historiquement une combinaison du nationalisme québécois et de la social-démocratie, ce qui le place traditionnellement au centre gauche de l'échiquier politique. Une des mesures législatives majeures du Parti québécois fut l'adoption en 1977 de la Charte de la langue française, qui fait « du français la langue de l’État et de la Loi aussi bien que la langue normale et habituelle du travail, de l’enseignement, des communications, du commerce et des affaires ».

### Principales réalisations
Le Québec, sous la gouvernance du PQ, s'est doté d'importants outils de justice sociale, de développement économique, social et culturel et a mené diverses réformes sociétales. En voici quelques exemples :
- la Charte de la langue française (1977)
- la Loi sur le financement des partis politiques (1977)
- droit à la non-discrimination des homosexuels (1977)
- la Loi anti-briseurs de grève (1977)
- la Loi sur la protection du territoire et des activités agricoles (1978)
- la création de la Société de l'assurance automobile du Québec (RAAQ/SAAQ) (1978)
- la Loi sur l'aménagement et l'urbanisme (1979)
- la création du ministère de l'Environnement (1979)
- la création du Régime d'épargne-actions (RÉA) (1979)
- la création de la Commission de la santé et de la sécurité du travail (CSST) (1979)
- la création de la Commission des normes du travail (1980)
- droit à la non-discrimination des femmes enceintes (1982)
- la Loi sur l'accréditation et le financement des associations d'élèves ou d'étudiants (1983)
- la création du Fonds de solidarité FTQ (1983)
- la Loi sur l'équité salariale (1996)
- la Loi sur l'équilibre budgétaire (1996)
- la création des centres de la petite enfance (1997)
- la création du Régime public d'assurance médicaments (1997)
- la création de la société Investissement Québec (1998)
- la création de l'Institut national de santé publique du Québec (INSPQ) (1998)[58]
- la création d'Héma-Québec (1998)
- la Loi sur l'exercice des droits fondamentaux et des prérogatives du peuple québécois et de l'État du Québec (2000)
- la Loi sur l’assurance parentale (2001) [l'historique en sera complexe[59]]
- la Loi sur la santé publique (2001)[58]
- Fusions municipales (2001)
- la signature de la Paix des Braves (2002)
- la Politique nationale de l'eau (2002)
- la fin du nucléaire (2012)
- la fin de l'amiante (2012)
- création du Bureau des enquêtes indépendantes (2013)[60]
- les élections à date fixe (2013)[61]
- l'abolition du serment au roi obligatoire (2022)[62]

C'est aussi le Parti québécois qui fit élire le premier Noir à l'Assemblée nationale, Jean Alfred, en 1976, ainsi que le premier Autochtone depuis l'obtention du droit de vote des Premières Nations en 1969, Alexis Wawanoloath, lors de l'élection québécoise de 2007. En 1981, c'est le Parti québécois qui fit élire et nomma ministre la première femme enceinte, Pauline Marois (qui était alors enceinte de 8 mois). En 2012 c'est également le Parti québécois qui fera élire la première femme première ministre du Québec, Pauline Marois.
C'est également sous un gouvernement du Parti québécois que fut atteint le premier équilibre budgétaire en 40 ans ainsi que le premier remboursement d'une partie de la dette, soit 500 millions de dollars, alors que Pauline Marois était ministre des Finances.
Le gouvernement du Parti québécois est aussi l'instigateur du dossier « Mourir dans la dignité », visant à légaliser l'aide médicale à mourir. Le projet de loi 52 fut finalement adopté sous les libéraux en juin 2014.

### Protection de la langue française
À la suite d'une Commission d'enquête (de 1968 à 1972) sur la langue et les droits linguistiques au Québec, dans la foulée de la Révolution tranquille, le 31 juillet 1974, donc avant l'arrivée au pouvoir du Parti québécois (le premier ministre à cette époque étant Robert Bourassa, du Parti libéral du Québec), la Loi sur la langue officielle (« Loi 22 ») a été sanctionnée, faisant ainsi du français la seule langue officielle du Québec.
La Charte de la langue française (« Loi 101 ») fut quant à elle proposée par René Lévesque, premier ministre du Québec à cette époque, et adoptée le 26 août 1977. La première version de la Charte de la langue française (« Loi 101 ») fut l'objet d'une controverse sur sa réglementation de l'affichage commercial qui imposait l'unilinguisme français sur les enseignes extérieures. Cette loi fut grandement modifiée par les libéraux en 1993 avec la Loi 86 qui l'harmonisa avec l'Arrêt FORD, un jugement rendu par la Cour suprême du Canada le 15 décembre 1988 (une dérogation de cinq ans avait été obtenue par l'Assemblée nationale avec la Loi 178). Aujourd'hui, l'affichage peut être fait en n'importe quelle langue, dans la mesure où le français est prédominant (dans la pratique, ceci signifie que le texte en français doit être sensiblement plus grand que le texte dans une autre langue). Par contre, le français peut être complètement absent lorsqu'il s'agit de publicité véhiculée par des organes d'information diffusant dans une langue autre que le français (ex. : une publicité pour un journal anglophone). La Charte de la langue française ne concerne cependant pas que l'affichage, elle encadre aussi les modalités d'accès à l'école en langue anglaise et la francisation des entreprises publiques et privées par exemple. La Charte de la langue française est souvent citée par son numéro, la « Loi 101 ».

## Structure

### Direction du parti

#### Chefferie

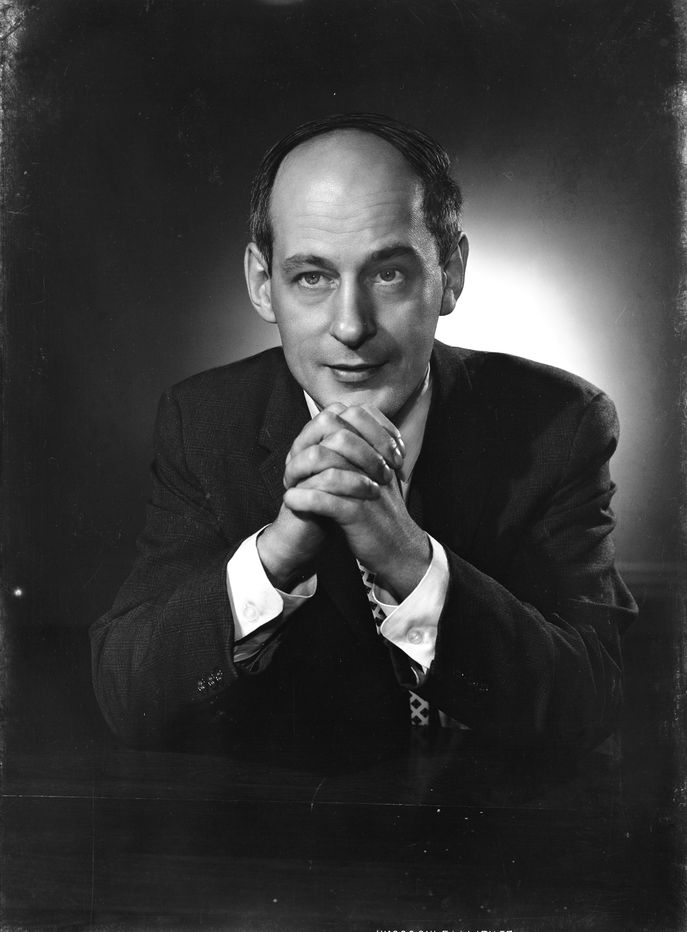
René Lévesque est le premier chef du Parti québécois. Il est premier ministre du Québec de 1976 à 1985.

Le Parti québécois a été dirigé par dix chefs depuis la fondation du parti en 1968. Le chef ayant exercé la fonction durant la plus longue durée a été René Lévesque, qui a été à sa tête de la fondation du parti en 1968 jusqu'à 1985, tandis que le chef ayant exercé la fonction le moins longtemps a été Pierre Karl Péladeau de 2015 à 2016. Sur les neuf chefs du PQ, un seul n'a pas mené le parti lors d'une élection générale, soit Pierre Karl Péladeau.
En outre, lors de la dernière année de la chefferie de Jean-François Lisée, en 2018, Véronique Hivon a été nommée vice-cheffe du parti jusqu'aux élections d'octobre 2018.
| Nom                      | Chef                           | Premier ministre               |
| ------------------------ | ------------------------------ | ------------------------------ |
| René Lévesque            | octobre 1968 - juin 1985       | novembre 1976 - septembre 1985 |
| Pierre Marc Johnson      | septembre 1985 - novembre 1987 | septembre 1985 - décembre 1985 |
| Jacques Parizeau         | mars 1988 - janvier 1996       | septembre 1994 - janvier 1996  |
| Lucien Bouchard          | janvier 1996 - mars 2001       | janvier 1996 - mars 2001       |
| Bernard Landry           | mars 2001 - juin 2005          | mars 2001 - avril 2003         |
| André Boisclair          | novembre 2005 - mai 2007       | —                              |
| Pauline Marois           | juin 2007 - avril 2014         | septembre 2012 - avril 2014    |
| Pierre Karl Péladeau     | mai 2015 - mai 2016            | —                              |
| Jean-François Lisée      | octobre 2016 - octobre 2018    | —                              |
| Paul St-Pierre Plamondon | octobre 2020 - en cours        | —                              |

#### Présidence
Jusqu'en 2005, le chef était aussi président du parti et du conseil exécutif national. Huit personnes ont exercé la présidence du Parti québécois depuis que cette fonction et celle de chef ont été séparées.
| Nom                  | Présidence         |
| -------------------- | ------------------ |
| Monique Richard      | 2005-2009          |
| Jonathan Valois      | 2009-2011          |
| Raymond Archambault  | 2011-2017          |
| Gabrielle Lemieux    | 2017-2019          |
| Dieudonné Ella Oyono | 2019-2021          |
| Jocelyn Caron        | 2021-2023          |
| Catherine Gentilcore | 2023-2025          |
| Jerry Beaudoin       | 2025 à aujourd'hui |

### Congrès
Le congrès est l'instance suprême du parti. Des délégués y fixent les objectifs fondamentaux du parti pour les années à venir. Les membres du conseil exécutif national y sont également élus et le chef du parti est soumis à un vote de confiance. La conférence de coordination a le mandat de fixer la date d'un congrès, qui doit habituellement avoir lieu tous les 4 ans au plus 6 mois après les dernières élections générales.
| Édition | Dates                  | Lieu       | Thématique                        |
| ------- | ---------------------- | ---------- | --------------------------------- |
| 1er     | 11 au 14 octobre 1968  | Québec     | Ce pays qu’on peut bâtir          |
| 2e      | 17 au 19 octobre 1969  | Montréal   | Congrès de la preuve et de l’élan |
| 3e      | 26 au 28 février 1971  | Québec     | Québécois, faites vos choix       |
| 4e      | 23 au 25 février 1973  | Laval      | Québécois, le temps presse        |
| 5e      | 15 au 17 novembre 1974 | Québec     | Le Québec, ça vaut le coup        |
| 6e      | 27 au 29 mai 1977      | Montréal   | Demain nous appartient            |
| 7e      | 1er au 3 juin 1979     | Sainte-Foy | D’égal à égal                     |
| 8e      | 4 au 6 décembre 1981   | Montréal   | C'est souverainement le temps     |
| 9e      | 8 au 10 juin 1984      | Montréal   | Souveraineté : un monde neuf      |
| 10e     | 12 au 14 juin 1987     | Sainte-Foy | Agir dès maintenant               |
| 11e     | 25 au 27 janvier 1991  | Québec     | Parti pour la souveraineté        |
| 12e     | 20 au 22 août 1993     | Montréal   | J'ai des idées pour mon pays      |
| 13e     | 22 au 24 novembre 1996 | Québec     | La volonté de réussir             |
| 14e     | 5 au 7 mai 2000        | Montréal   | Un pays pour le monde             |
| 15e     | 3 au 5 juin 2005       | Québec     | Le grand chantier                 |
| 16e     | 15 au 17 avril 2011    | Montréal   | Agir en toute liberté             |
| 17e     | 8 au 10 septembre 2017 | Montréal   | Le chemin des victoires           |
| 18e     | 11 mars 2023           | Sherbrooke | Assumer ses convictions           |

### Congrès d'orientation
Depuis la réforme des statuts de 2019, le congrès qui adopte le projet national est appelé congrès d'orientation. Ce dernier doit avoir lieu environ 1 an avant l'élection générale.
En 2003, Bernard Landry avait également convié les membres du Parti à un congrès d'orientation.
| Édition | Dates            | Lieu           | Thématique                           |
| ------- | ---------------- | -------------- | ------------------------------------ |
| 1er     | 7 au 9 mars 2003 | Montréal       | Souveraineté, solidarité, prospérité |
| 2e      | 4 décembre 2021  | Trois-Rivières | Changeons d'avenir                   |

### Congrès extraordinaire
Le congrès peut aussi se réunir de manière extraordinaire. Il n'y a eu que trois congrès extraordinaire dans l'histoire du parti.
| Édition | Dates                  | Lieu            | Thématique                    |
| ------- | ---------------------- | --------------- | ----------------------------- |
| 1er     | 19 janvier 1985        | Montréal        | (sans objet)                  |
| 2e      | 27 au 29 novembre 1988 | Saint-Hyacinthe | Une idée claire du Québec     |
| 3e      | 9 au 10 novembre 2019  | Trois-Rivières  | Le Québec change. Nous aussi. |

### Comité national des jeunes du Parti québécois
Fondé en 1987, ce comité national est responsable de l'implication des jeunes au sein du parti et possède le mandat des membres de 16 à 30 ans. Sa mission:
1. Défendre les intérêts de la jeunesse québécoise à l’intérieur du parti
2. Être les porte-parole du Parti québécois auprès des jeunes de 16 à 30 ans
3. Recruter et former les jeunes militants de la souveraineté

Le CNJPQ soumet les idées portées par les jeunes des quatre coins du Québec aux membres du Parti québécois pour faire en sorte que le parti comprenne les préoccupations des jeunes, qui décideront bientôt des grandes orientations du Québec.
Le CNJPQ a également pour mission de parler aux jeunes Québécois et de les informer ainsi que de les intéresser à la vie publique et politique. Par le biais de rencontres, de kiosques et de débats, le CNJPQ s'emploie à la promotion de la souveraineté du Québec.

## Relation avec le Bloc québécois
Le Bloc québécois est un parti fédéral canadien, il n'agit donc pas sur le même palier de gouvernement que le Parti québécois. Favorable à la souveraineté du Québec, il est considéré comme étant près du Parti québécois ; l'un de ses fondateurs, Lucien Bouchard, a d'ailleurs rejoint le Parti québécois dont il fut le chef de 1996 à 2001.
Contrairement au PLC, au PCC et au NPD, qui ont déjà été à la fois fédéraux et provinciaux (qui au Québec se sont ensuite dissociés), il n'y a jamais eu de bannière provinciale du Bloc, ni de bannière fédérale du Parti québécois. En plus d'avoir toujours été deux partis complètement distincts, il n'y avait aucun ex-député péquiste parmi les huit députés bloquistes initiaux. Il y a eu plus tard quelques passages du Bloc au PQ et vice versa, dont les ministres péquistes Lucien Bouchard, Serge Ménard, Maka Kotto et Stéphane Bergeron.

## Courses à la direction
Depuis 1968, sept courses à la direction du Parti québécois ont eu lieu. Trois d'entre elles ont nécessité un suffrage. Dans les autres cas, le chef du parti fut élu sans opposition. À noter qu'il existe des règlements concernant la mise en candidature, notamment à propos du nombre d'appuis nécessaire de la part des membres, actuellement situé à 1 000 signatures. En 1968, René Lévesque étant le fondateur du Parti québécois, il n'eut aucune opposition et fut déclaré Président du Parti le jour même du vote, le 13 octobre 1968.
Le 29 septembre 1985, à la suite du départ de René Lévesque, Pierre Marc Johnson fut choisi comme chef du Parti québécois, à la suite du premier tour de scrutin, récoltant 58,7 % (56 925) des votes. Les autres candidats étaient Pauline Marois, qui récolta 19,7 % (19 471) des votes, Jean Garon, qui récolta 16,2 % (15 730) des votes, Guy Bertrand, qui récolta 2,8 % (2 733) des votes, Francine Lalonde, qui récolta 1,5 % (1 484) des votes et Luc Gagnon, qui récolta 1,1 % (1 046) des votes. Le 19 mars 1988, à la suite du départ de Pierre Marc Johnson, Jacques Parizeau fut choisi, sans opposition, chef du Parti québécois.
Le 27 janvier 1996, à la suite du départ de Jacques Parizeau, Lucien Bouchard fut choisi, sans opposition, chef du Parti québécois. Le 2 mars 2001, à la suite du départ de Lucien Bouchard, Bernard Landry fut choisi, sans opposition, chef du Parti québécois. Jean Ouimet s'était présenté contre lui, mais avait retiré sa candidature quelque temps avant.

### Liste des courses
| Année de la course | Gagnant                  | Élu au... tour  | Pourcentage     |
| ------------------ | ------------------------ | --------------- | --------------- |
| 1985               | Pierre Marc Johnson      | 1er             | 58,7 %          |
| 1988               | Jacques Parizeau         | par acclamation | par acclamation |
| 1996               | Lucien Bouchard          | par acclamation | par acclamation |
| 2001               | Bernard Landry           | par acclamation | par acclamation |
| 2005               | André Boisclair          | 1er             | 53,68 %         |
| 2007               | Pauline Marois           | par acclamation | par acclamation |
| 2015               | Pierre Karl Péladeau     | 1er             | 57,60 %         |
| 2016               | Jean-François Lisée      | 2e              | 50,63 %         |
| 2020               | Paul St-Pierre Plamondon | 3e              | 56,02 %         |

### Course de 2005

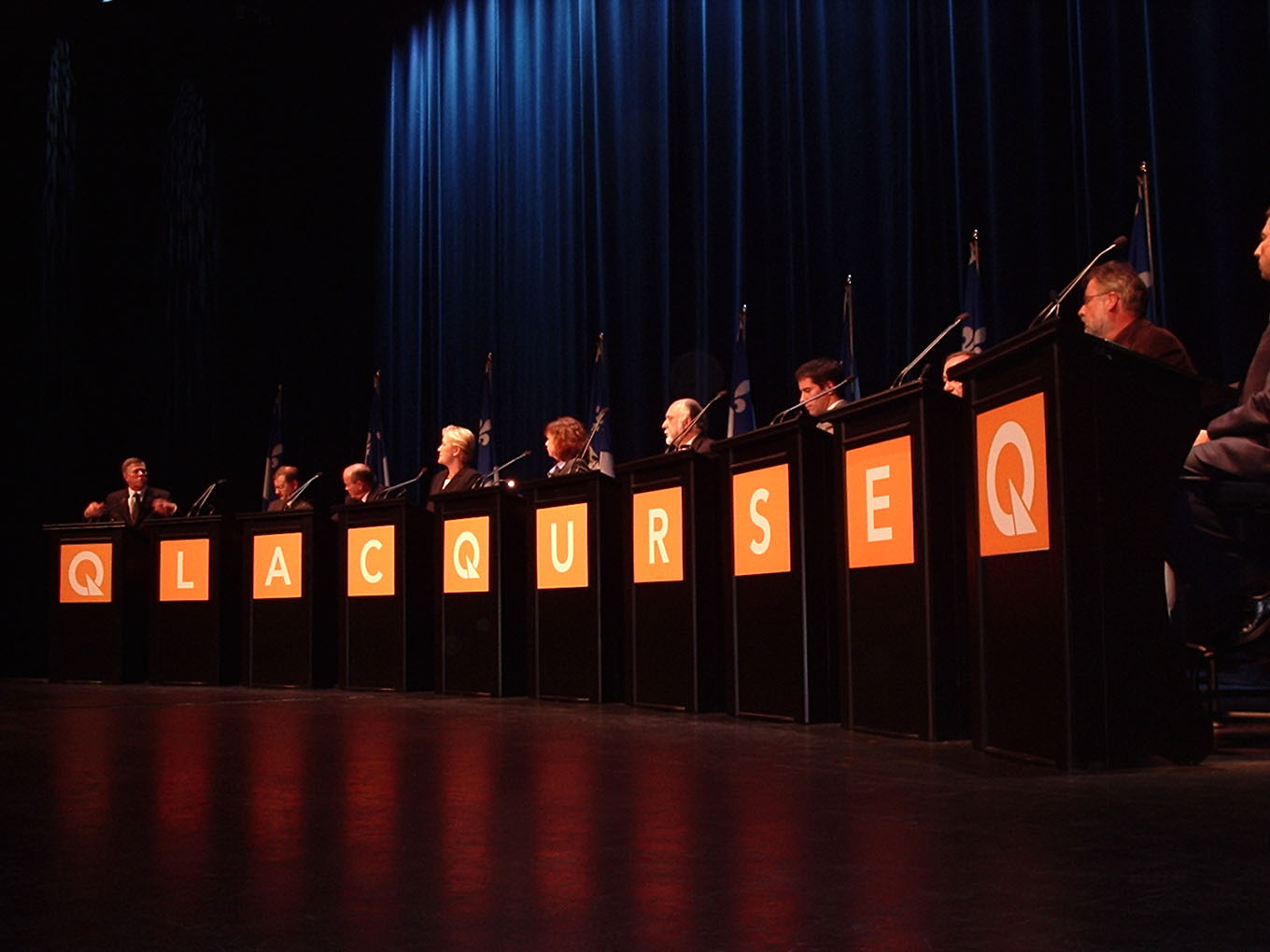
Débat entre les huit candidats à la direction du Parti québécois, en 2005.

À la suite de la démission surprise de Bernard Landry le 4 juin 2005 (pour avoir reçu un vote de confiance de 76,2 %), une autre course à la direction eut lieu. Le caucus des députés choisit Louise Harel comme chef intérimaire. Le vote pour ce poste eut lieu du 13 au 15 novembre 2005 par scrutin téléphonique de tous les membres et le résultat fut annoncé dans la soirée du 15 novembre 2005, date du 29e anniversaire de la 1re accession au pouvoir du parti.
Huit candidats et une candidate officiels se proposèrent pour succéder à Bernard Landry. Il s'agit de Louis Bernard, André Boisclair, Pierre Dubuc, Ghislain Lebel, Richard Legendre, Pauline Marois, Jean Ouimet, Gilbert Paquette et de Jean-Claude St-André. À la suite du scrutin, André Boisclair fut élu au premier tour de vote avec 53,68 % des voix (soit 56 503 votes), devançant ainsi Pauline Marois qui récolta 30,6 % des voix (soit 32 166 votes). Par la suite, en 2006, celle-ci, membre du Parti québécois depuis 1981 et ayant occupé de nombreux postes importants dont celui de vice-première ministre se retira de la vie politique. Le 8 mai 2007, André Boisclair annonce sa démission comme chef du Parti québécois.

### Course de 2007
En raison de la démission d'André Boisclair le 8 mai 2007, une course à la direction a été enclenchée au Parti québécois. Le député François Gendron assume l'intérim jusqu'à l'élection du nouveau chef. En date du 11 mai 2007, alors que les règles de la course n'ont pas encore été fixées par le parti, deux personnes ont déjà annoncé officiellement leur candidature dans la course à la chefferie. Il s'agit de Gilles Duceppe, qui l'a annoncée par voie de communiqué, et de Pauline Marois. Le 12 mai 2007, Gilles Duceppe annonce qu'il se retire de la course et qu'il appuie Pauline Marois. Le 26 juin, à la fermeture de la période de mise en candidature, elle est la seule personne ayant déposé les signatures requises. Elle devient ainsi officiellement cheffe du Parti québécois.

### Course de 2015
Quatre candidats s'affrontent au cours de cette course :
- Pierre Karl Péladeau, homme d'affaires et député de Saint-Jérome
- Alexandre Cloutier, député de Lac-Saint-Jean
- Bernard Drainville, député de Marie-Victorin
- Pierre Céré, candidat défait dans Laurier-Dorion en 2014

### Course de 2016
Quatre candidats se présentent officiellement pour succéder Pierre Karl Péladeau à la tête du Parti québécois:
- Alexandre Cloutier, député de Lac-St-Jean;
- Jean-François Lisée, député de Rosemont;
- Martine Ouellet, députée de Vachon;
- Paul St-Pierre Plamondon

Véronique Hivon, députée de Joliette, était également de la course mais s'en est retirée à cause de la maladie.
Jean-François Lisée a été choisi le 7 octobre 2016 à la suite d'un vote en ligne.

### Course de 2020
Six candidats ont présenté leur candidature pour succéder à Jean-François Lisée à titre de chef du parti :
- Sylvain Gaudreault, député de Jonquière ;
- Paul St-Pierre Plamondon, candidat lors de la course à la direction de 2016 ;
- Frédéric Bastien, historien et professeur au Collège Dawson ;
- Guy Nantel, humoriste;
- Laurent Vézina[81], homme d'affaires;
- Gloriane Blais[82], avocate.

Paul St-Pierre Plamondon est élu au troisième tour avec 56,02 % des voix.

## Résultats électoraux
Pourcentage des suffragesAnnée1520253035404550197019801990200020102020Pourcentage des suffragesRésultats électoraux du Parti québécois
Le Parti québécois a participé à toutes les élections générales québécoises depuis 1970. Il a formé le gouvernement à cinq reprises au fil des dernières années. Son élection la plus victorieuse fut celle de 1981 où il réussit à faire élire 80 députés sur 122.
|         |  |
| 23,08 % |  |
|         |  |

|           |         |
| 108 / 108 | (100 %) |
|           |         |

|         |         |
| 7 / 108 | (6,5 %) |
|         |         |

|         |  |
| 30,22 % |  |
|         |  |

|           |         |
| 110 / 110 | (100 %) |
|           |         |

|         |         |
| 6 / 110 | (5,5 %) |
|         |         |

|         |  |
| 41,37 % |  |
|         |  |

|           |         |
| 110 / 110 | (100 %) |
|           |         |

|          |          |
| 71 / 110 | (64,5 %) |
|          |          |

|         |  |
| 49,26 % |  |
|         |  |

|           |         |
| 122 / 122 | (100 %) |
|           |         |

|          |          |
| 80 / 122 | (65,6 %) |
|          |          |

|         |  |
| 38,69 % |  |
|         |  |

|           |         |
| 122 / 122 | (100 %) |
|           |         |

|          |          |
| 23 / 122 | (18,9 %) |
|          |          |

|         |  |
| 40,16 % |  |
|         |  |

|           |         |
| 125 / 125 | (100 %) |
|           |         |

|          |          |
| 29 / 125 | (23,2 %) |
|          |          |

|         |  |
| 44,75 % |  |
|         |  |

|           |         |
| 125 / 125 | (100 %) |
|           |         |

|          |          |
| 77 / 125 | (61,6 %) |
|          |          |

|         |  |
| 42,87 % |  |
|         |  |

|           |          |
| 124 / 125 | (99,2 %) |
|           |          |

|          |          |
| 76 / 125 | (60,8 %) |
|          |          |

|         |  |
| 33,24 % |  |
|         |  |

|           |         |
| 125 / 125 | (100 %) |
|           |         |

|          |        |
| 45 / 125 | (36 %) |
|          |        |

|         |  |
| 28,35 % |  |
|         |  |

|           |         |
| 125 / 125 | (100 %) |
|           |         |

|          |          |
| 36 / 125 | (28,8 %) |
|          |          |

|         |  |
| 35,17 % |  |
|         |  |

|           |         |
| 125 / 125 | (100 %) |
|           |         |

|          |          |
| 51 / 125 | (40,8 %) |
|          |          |

|         |  |
| 31,95 % |  |
|         |  |

|           |         |
| 125 / 125 | (100 %) |
|           |         |

|          |          |
| 54 / 125 | (43,2 %) |
|          |          |

|         |  |
| 25,38 % |  |
|         |  |

|           |          |
| 124 / 125 | (99,2 %) |
|           |          |

|          |        |
| 30 / 125 | (24 %) |
|          |        |

|         |  |
| 17,06 % |  |
|         |  |

|           |         |
| 125 / 125 | (100 %) |
|           |         |

|          |       |
| 10 / 125 | (8 %) |
|          |       |

|         |  |
| 14,61 % |  |
|         |  |

|           |         |
| 125 / 125 | (100 %) |
|           |         |

|         |         |
| 3 / 125 | (2,4 %) |
|         |         |

## Identité visuelle
Le logo du parti est créé en 1968 par le peintre Roland Giguère. Il s'agit de la lettre « Q » (pour Québec), constituée d'un cercle bleu brisé par un triangle rouge qui coupe le cercle en deux de bord en bord. Pour Giguère, cette flèche rouge symbolise le PQ "brisant le cercle de la colonisation et ouvrant le Québec sur le monde et sur l'avenir". Ces deux couleurs sont utilisées par plusieurs partis politiques contemporains dont l'Union nationale et le Parti libéral du Québec. En 1985, le triangle devient à la fois plus large et plus court, arrêtant en plein milieu du cercle. De 2007 à 2021, le triangle passe au vert et est pivoté vers le haut. Depuis 2012, le parti utilise de plus en plus une variante monochromatique de cette version, soit un logo entièrement blanc sur un fond bleu, ou l'inverse. Un nouveau logo est adopté en 2021.

Logo de 1968 à 1985.
Logo de 1985 à 2007.
Logo de 2007 à 2021.
Logo depuis 2021.

## Députés
Il y a actuellement 6 députés représentant le Parti québécois à l'Assemblée nationale du Québec.

### Note
1. ↑  Pour éviter de nommer un premier ministre intérimaire, Lévesque a d'abord démissionné en tant que chef, puis a démissionné du poste de premier ministre seulement à la fin de la course à la chefferie. Pour les deux cas subséquents de premiers ministres ayant annoncé leur démission (Parizeau et Bouchard), il n'y a pas eu de chef intérimaire, chacun ayant dit qu'il allait démissionner lorsqu'un nouveau chef aura été choisi.

### Documentaires
- Bruno Boulianne et Marc Laurendeau, Le Parti québécois, l’affaire d’une génération?, Canada (Idéacom International), 2016